# Pasaporte noruego
El pasaporte noruego (en noruego, Norsk pass) es un documento que se emiten a los ciudadanos de Noruega con el propósito de viajes internacionales. El pasaporte también puede servir como prueba de ciudadanía noruega y es válido por diez años. El pasaporte es similar el diseño estandarizado de la mayoría de los países de la Unión Europea, ya que Noruega ha implementado la regulación del pasaporte de la UE [cita requerida]. El color es rojo, pero no idéntico al diseño de la mayoría de los países de la UE. A pesar de que Noruega no es parte de la UE, el país es signatario del Acuerdo de Schengen y un estado miembro del Espacio Económico Europeo (EEE). En consecuencia, los ciudadanos noruegos generalmente tienen los mismos derechos que los ciudadanos de la Unión en los países del EEE y son tratados como ciudadanos de la UE con el propósito de viajar y entrar a los países del EEE y Suiza.

## Apariencia física y datos que contiene
Los pasaportes noruegos regulares son de color rojo, con el escudo de armas de Noruega estampado en la parte superior de la portada. Las palabras "Kongeriket Norge", "Kongeriket Noreg",  "Norgga gonagasriika" y "Kingdom of Norway" ("Reino de Noruega" en Bokmål noruego (una de las dos formas de noruego), Nynorsk noruego (la otra forma de noruego), sami del norte e inglés, respectivamente) están inscritas debajo de la capa de armas y la palabra "Pass", "Pássa" y "Passport" estampadas debajo del nombre del país. El nuevo pasaporte biométrico tiene el símbolo biométrico estándar en la parte inferior derecho. 

### Página de información de identidad
El pasaporte noruego incluye los siguientes datos:
- Foto del titular del pasaporte
- Tipo (un código de dos letras que comienza con "P")
- Código del Estado emisor (NOR)
- Número de Pasaporte
- Apellido
- Nombres completos
- Nacionalidad (NORSK/ NORWEGIAN)
- Fecha de nacimiento
- Fecha de emisión
- Fecha de expiración
- Autoridad
- Sexo
- Altura
- Lugar de nacimiento (Código de país de tres letras, NOR para los nacidos en Noruega)

La página de información termina con la zona legible por máquina que comienza con "P<NOR". 

### Información biométrica
Los pasaportes biométricos contienen un chip RFID que contiene los datos impresos del pasaporte en formato digital junto con la fotografía en formato JPEG junto con una clave digital para verificar que los datos contenidos sean auténticos y no hayan sido alterados. La Unión Europea exige que los datos de huellas digitales se almacenen en los pasaportes de los Estados miembros a más tardar en junio de 2009. Como estado miembro del EEE, Noruega comenzó a almacenar datos de huellas digitales al solicitar un nuevo pasaporte el 6 de abril de 2010.

### Idiomas
La página de datos/información está impresa en las dos formas de noruego (bokmål y nynorsk), sami del norte e inglés. 
Hasta la década de 1990 las páginas de datos e información se imprimieron en noruego, francés, inglés y alemán. El francés y el alemán se eliminaron cuando los datos se movieron a una sola página.

## Nuevo diseño de pasaporte
La Dirección de Policía de Noruega y Kripos (la unidad nacional para combatir el crimen organizado y otros delitos graves) lanzaron un concurso de diseño para nuevos pasaportes, tarjetas de identificación y documentos de viaje. Más tarde se anunció que el ganador de la competencia fue "The Norwegian Landscape" de Neue Design Studio, una empresa de diseño gráfico con sede en Oslo. 
Los nuevos pasaportes se emitieron en 2016. Pero primero Neue tuvo que trabajar en estrecha colaboración con la Dirección Nacional de Policía para combinar el diseño ganador con las medidas de seguridad necesarias que se requieren de los pasaportes. El propósito de la competencia fue rediseñar el documento con una alta calidad de diseño y al mismo tiempo cumplir con su propósito y funcionalidad. Además, con el nuevo diseño aumentó la seguridad de los pasaportes, tarjetas de identificación y documentos de viaje noruegos.
En 2016 se anunció que la introducción de nuevos pasaportes se pospuso a mediados de 2018.

### Tarjeta de identificación nacional (ID)
Las tarjetas de identificación nacionales están programadas para ser lanzadas al mismo tiempo que la nueva serie de pasaportes. Los ciudadanos que poseen una tarjeta de identidad nacional, que declara la ciudadanía suiza o del EEE, no solo pueden usarla como documento de identidad dentro de su país de origen, sino también como un documento de viaje para ejercer el derecho de libre circulación en el EEE y Suiza. Las tarjetas de identidad que no declaran la ciudadanía suiza o del EEE, incluidas las tarjetas de identidad nacionales emitidas a residentes que no son ciudadanos, no son válidas como documento de viaje dentro del EEE y Suiza.

## Requisitos de identificación
La solicitud se realiza en oficinas especiales de pasaportes o embajadas. Al hacer la solicitud se necesita la identificación del solicitante. Esto se hace por:
- Mostrar un pasaporte noruego válido, también vencido, licencia de conducir noruega, tarjeta de identificación segura con imagen, por ejemplo, emitida por bancos, o una carta de adquisición de la ciudadanía noruega.

Una persona que no posea ninguno de estos documentos de identidad debe traer a una persona que acredite la identidad, que tenga al menos 18 años y que tenga un pasaporte noruego válido.

## Diferentes deletreos del mismo nombre
Los nombres que contienen letras especiales (æ, ø, å) se escriben de la manera correcta en la zona no legible por máquina, pero se asignan en la zona legible por máquina, æ convirtiéndose en AE, ø convirtiéndose en OE y å convirtiéndose en AA. Esto sigue el estándar para pasaportes legibles por máquina, que no contienen letras que no sean A-Z.

## Defecto de manufactura
Los pasaportes noruegos legibles por máquina emitidos entre 1999 y 2005 sufrieron un defecto de fabricación que podría provocar que la página de identidad se soltara, invalidando así el pasaporte. Las autoridades de pasaportes noruegas reemplazan dichos pasaportes de forma gratuita.

## Requisitos de visa

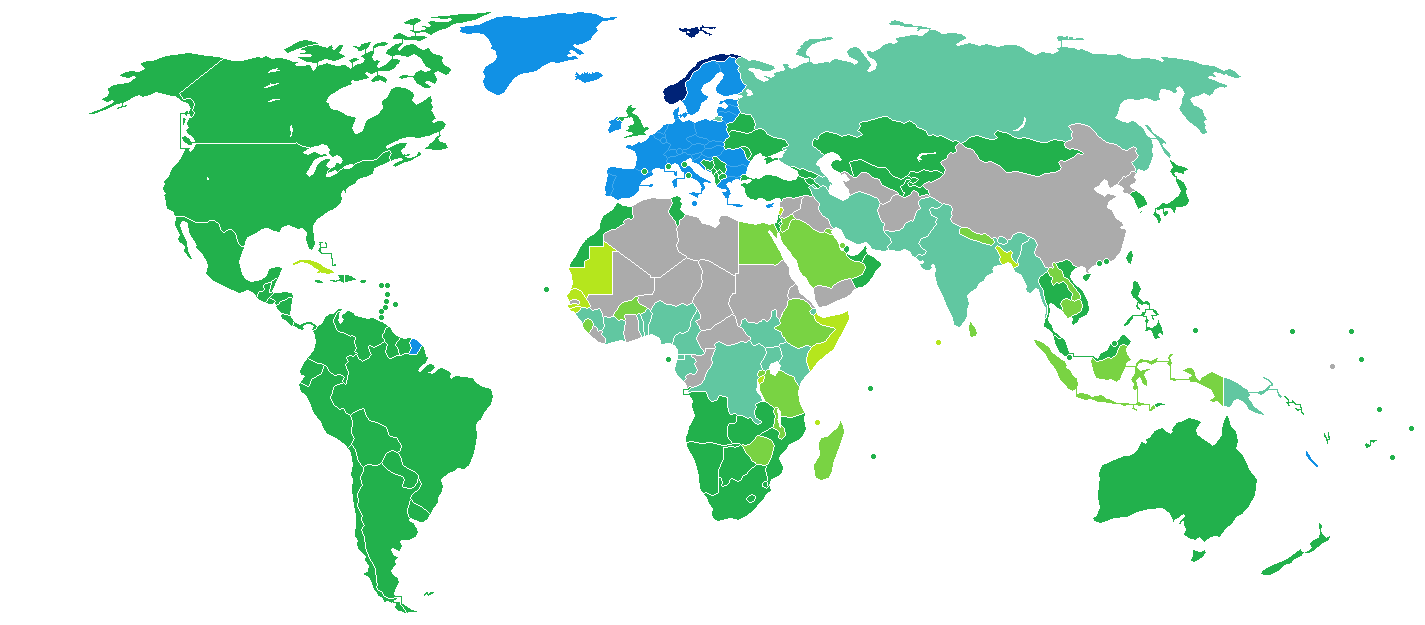
Requisitos de visa para ciudadanos noruegos.
Noruega
Libre de movimiento
Libre de visa
Visa al llegar
eVisa
La visa se puede obtener en línea o al llegar
Se requiere visa previo a la llegada

A partir del 30 de mayo de 2019, los ciudadanos noruegos tenían acceso sin visa o con visa a la llegada a 185 países y territorios, clasificando el pasaporte noruego en el quinto lugar del mundo en términos de libertad de viaje según el Índice de pasaportes de Henley.